# Yoana Del Carmen Don Marozzi
 (décembre 2014).
Si vous disposez d'ouvrages ou d'articles de référence ou si vous connaissez des sites web de qualité traitant du thème abordé ici, merci de compléter l'article en donnant les références utiles à sa vérifiabilité et en les liant à la section « Notes et références ».
Yoana Del Carmen Don Marozzi a été élue Miss Argentine en 2014. Actuellement, elle vit  à Montréal, où elle a étudié le droit et elle espère devenir notaire. Elle est très active et  aime le sport, la cuisine et jouer de la guitare. De plus, elle étudie la danse traditionnelle argentine depuis qu'elle a 10 ans. Yoana travaille comme volontaire pour un organisme qui aide les sans-abri et aide aussi une église qui fournit de la nourriture aux personnes dans le besoin.

## Jeunesse
Yoana Don est née en 1990 à Selva dans la province de Santiago del Estero. Elle poursuit des études de droit tout en étant mannequin.

## Concours
Yoana Don est élue Miss Argentine à un événement tenu au Centro de Convenciones de City Center Rosario en décembre 2013
Elle représente l'argentine pour Miss Terre et Miss Monde la même année. Miss Monde sera déroulera le 14 décembre 2014.